# オキナワウラボシ
オキナワウラボシ（沖縄裏星、学名：Phymatosorus scolopendria）は、ウラボシ科オキナワウラボシ属のシダで、常緑性の多年草である。ヌカボシクリハラン属（Microsorum）やエゾデンダ属（Polypodium）に分類されることもある。

## 特徴
大きく裂けた葉をつけるシダである。熱帯地方で乾いた岩の上にも出現し、道端で見かけることも多い。大抵のシダ類が日陰に生えるのに対して、この種は道端の岩の上などでも見かけ、かなり目立つ植物である。
根茎は堅くて濃い色をしており、長く横に這って多くの葉をつける。
葉はほとんど立ち上がる。葉柄は長さ約50cm、褐色を帯びる。葉身は長さ40cmにも達し、やや厚くて堅く、バリバリとした手触り。葉は楕円形の単葉から、大きくなると次第に基部の方から横に大きな突起が出て、よく育ったものは10対足らずの裂片を左右に突き出す。
胞子嚢群は円形、裂片の縁と主脈の間におよそ二列に並ぶ。

## 生育地と分布
主として岩の上に着生する。やや乾燥した森林内から日なたにまで出現し、かんかん照りの道端でも見かける。沖縄県では隆起サンゴ礁の岩の上によく見かける。やや雑草的性格をもつ。
旧世界の熱帯に広く分布する。日本では沖縄本島以南の琉球列島と小笠原諸島で見られる。ただし、変異が多く、種の区分等の問題があるらしい。国内でも小笠原産のものは沖縄のものに比べて大型になると言う。

## 類似種など
似たものは少ない。形だけならイワヒトデなどもやや似るが、いずれにせよ、日向の岩の上に出てくるものでは日本に他に似たものがない。